# 국립대학교역
국립대학교역(베트남어: Ga Đại học Quốc Gia / Ga 大學國家)은 베트남 호찌민시 투득시에 위치한 지하철 역이다.

## 노선
- 호찌민 지하철
  - 1호선